# Domenico Matteucci (sceneggiatore)
Domenico Matteucci (1947) è uno sceneggiatore italiano.

## Biografia
Laureato in architettura, a metà degli anni ottanta intraprende la carriera di sceneggiatore esordendo con la serie televisiva Aeroporto internazionale e il lungometraggio per il cinema Desiderando Giulia.
Negli anni novanta si dedica poi quasi esclusivamente alla serialità televisiva, firmando in particolare quattordici episodi de I ragazzi del muretto tra il 1991 e il 1996 e la miniserie L'avvocato delle donne (1997).
Come docente di scrittura, ha collaborato con l'Università di Cassino e, dopo averlo frequentato come allievo, con il corso di formazione Rai/Script e con Rai Lab. Collabora inoltre con la rivista Script.

## Filmografia

### Cinema
- Desiderando Giulia, regia di Andrea Barzini (1986)
- Casa mia, casa mia..., regia di Neri Parenti (1988)
- Paolo e spillo, regia di Paolo Poeti (1996)[5]

### Televisione
- Aeroporto internazionale - serie TV (1985)
- L'ispettore Sarti - Un poliziotto, una città - serie TV (1991 - 1994)
- I ragazzi del muretto - serie TV (1991 - 1996)
- Amico mio, regia di Paolo Poeti - serie TV (1993)
- L'avvocato delle donne, regia di Andrea e Antonio Frazzi - serie TV (1997)
- Squadra mobile scomparsi, regia di Claudio Bonivento - serie TV (1999)
- Qualcuno da amare, regia di Giuliana Gamba - serie TV (2000)
- Sei forte, maestro - serie TV (2000)
- Incantesimo - serie TV (2003)
- Tutti i sogni del mondo, regia di Paolo Poeti - serie TV (2003)
- Ricomincio da me, regia di Rossella Izzo - serie TV (2005 - 2006)
- Provaci ancora prof! - serie TV (2007)
- Questa è la mia terra - Vent'anni dopo - serie TV (2008)
- Due imbroglioni e... mezzo!, regia di Franco Amurri - serie TV (2010)
- Al di là del lago, regia di Raffaele Mertes - serie TV (2011)

## Pubblicazioni
- Itinerari infiniti, Frassinelli, Segrate, 1993, ISBN 9788876842542
- La natura sadica del racconto e altre storie, Dino Audino Editore, Roma, 2013, ISBN 9788875272562